# Fynbos

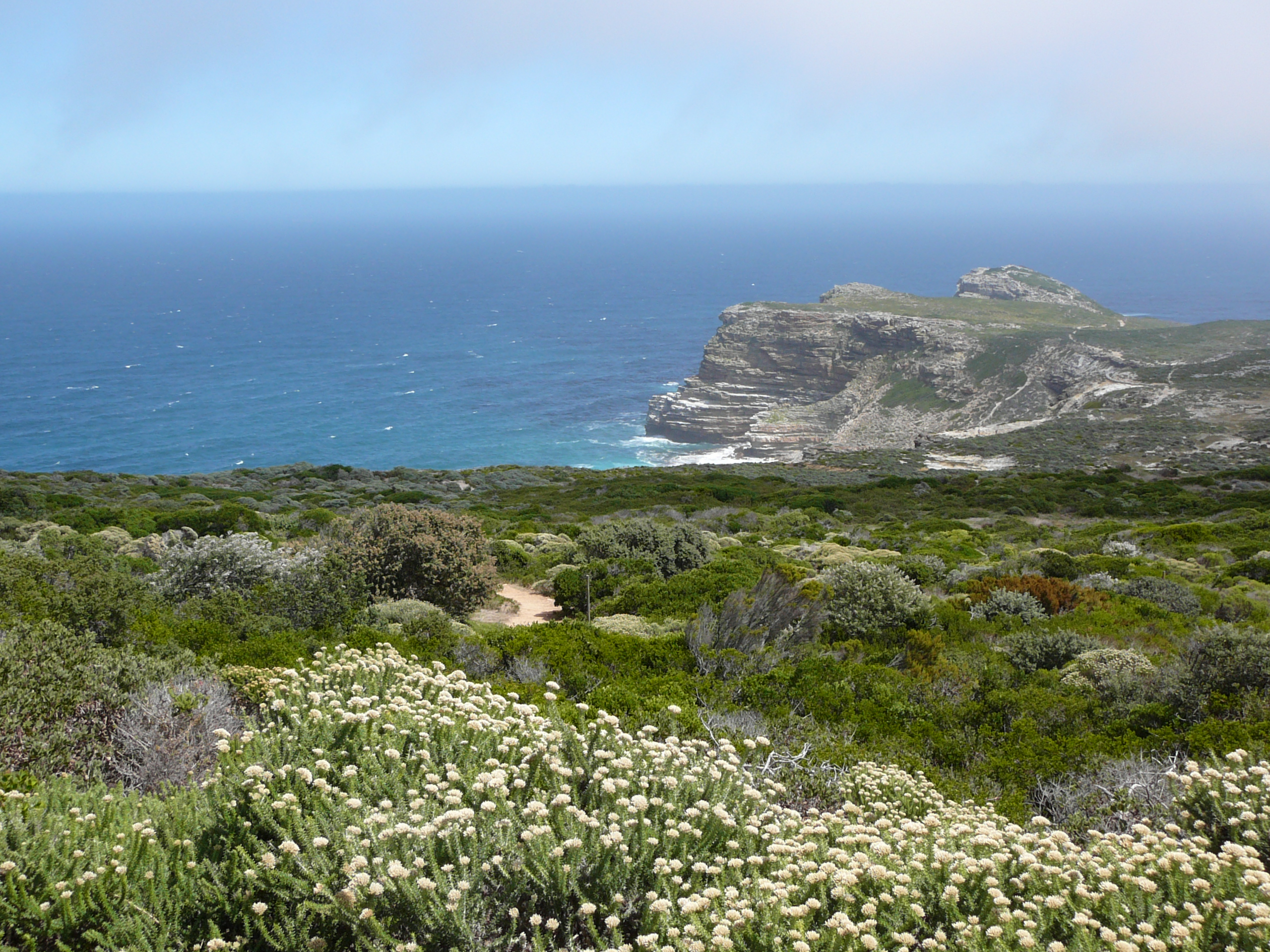
Fynbos costera. Al fondo, el cabo de Buena Esperanza.

El fynbos (del afrikáans fyn, 'delicado', y bos, 'plantas, arbustos') es la formación vegetal más extendida de la región del Cabo en Sudáfrica. Crece en una región donde solo llueve en invierno y los incendios son frecuentes en verano, por lo que la vegetación es arbustiva. 
Hay tres tipos de fynbos: el matorral de proteáceas (Leucadendron, Leucospermum y Protea), el matorral de brezos (ericáceas) y el matorral litoral (proteáceas, ericáceas, pastos de restionáceas y bulbosas). Los dos primeros crecen en las montañas, hasta 2000 m s. n. m., donde el clima es mediterráneo y más seco (con un mínimo de 200 mm anuales), y el último, más rico en variedades, crece en la zona más occidental hasta el nivel del mar, donde las lluvias invernales alcanzan los 2000 mm.

## Reino floral del Cabo
El fynbos crece en la zona occidental de la República de Sudáfrica, formando un cinturón de cien a doscientos kilómetros de anchura entre Clanwilliam, en la costa occidental, y Port Elizabeth, en la costa sudeste. Forma parte del Reino florístico del Cabo (Cape Floral Kingdom), que posee 8700 especies, de las que el 69 por ciento son endémicas. El fynbos ocupa la mitad de la superficie de esta región, unos 46 000 km², y posee el 80 por ciento de las especies.
WWF ha incluido el fynbos en la lista de conservación Global 200, y lo divide en dos ecorregiones: fynbos y renosterveld de tierras bajas y fynbos y renosterveld de montaña. 
Las otras formaciones vegetales del Cabo son: dos tipos de bosque, el sudoriental y el de montaña meridional, y otros cuatro tipos de vegetación arbustiva, el Karoo suculento, el Karoo nama o sabana, el LILIS o matorral de tierras bajas y el renosterveld o bosquete acidófilo.

## Diversidad vegetal
La diversidad vegetal del fynbos es mayor que la de los bosques lluviosos de las regiones tropicales, con cerca de 7000 especies de plantas, de las cuales 5000 son endémicas. Existen, por ejemplo, 600 especies del género Erica (brezos) en esta zona, de las cuales solo 26 se encuentran en el resto del mundo. Solo en Tafelberg, un pico aislado de 1086 m de altitud junto a Ciudad de El Cabo, hay 1470 especies. En un país como Holanda, de 33 000 km², solo hay 1400 especies, y ninguna es endémica.
El nombre de fynbos es afrikáner para fine bush, “matorral fino” por las hojas finas como agujas de la mayoría de las especies. La mayoría de las plantas tienen hojas duras y perennes. Las proteas o proteáceas destacan en el paisaje por su mayor tamaño y sus grandes y llamativas flores polinizadas por los pájaros. Las ericas o brezos son más pequeños, tienen hojas afiladas y flores tubulares, y los pastos del tipo restios o restiáceas solo crecen en las zonas más húmedas. En la zona más baja hay más de 1400 especies de bulbosas, de las cuales 96 son gladiolos y 54 lachenalias.

## El fuego
Los incendios son una etapa necesaria en la vida de casi todas las plantas del fynbos. Muchas de las semillas que se producen aquí solo germinan después de exponerse al intenso calor del fuego. Muchas de las proteáceas retienen las semillas al menos un año a la espera de este suceso, un hábito conocido como serotina (serotiny) que da forma a curiosas cabezas florales, en algunos casos tan perdurables y bellas que se utilizan para hacer arreglos florales.

## Usos
Las plantas más rentables del fynbos son Aspalathus linearis (rooibos) y la Cyclopia intermedia (honeybush) que crecen y se recolectan en grandes cantidades en el área de Cederberg y se exportan a todo el mundo. 
A nivel local, los herbazales de restinoáceas se usan desde hace cientos de años para hacer cubiertas de tejados.
Otras especies típicas del fynbos, como los aloes y los geranios, se usan como plantas ornamentales en todo el mundo, pero no se exportan puesto que crecen admirablemente en cualquier tipo de climas.
El fynbos tiene un gran atractivo turístico por su belleza, sobre todo en las zonas donde se conserva en todo su esplendor, pues grandes extensiones del mismo han sido limpiadas para hacer campos de cultivo o por el desarrollo de núcleos urbanos como la ciudad de El Cabo. También han sufrido el ataque de especies invasoras, como algunas acacias australianas y plantaciones de pinos. Muchas especies se han extinguido y se calcula que hay más de mil en peligro de extinción.

## El bioma fynbos y el renosterveld
A efectos geográficos, se incluye en el fynbos el bosquete acidófilo, poco espeso, que crece en el extremo sur de Sudáfrica y se intercala en el territorio. Se llama renosterveld por la especie dominante, el renosterbos (Elytropappus rhinocerotis). También se caracteriza por la presencia de especies de las familias de las asteráceas (margaritas), las fabáceas, las reubiáceas, las liliáceas y las poáceas. Esta región, que se cree estuvo cubierta de pastos que fueron eliminados por el excesivo pastoreo para dar paso al matorral, se distingue del verdadero fynbos en que es pobre en proteáceas, ericáceas y restinoáceas. Las precipitaciones oscilan entre los 250 y los 600 mm, de los cuales el 30 por ciento cae en invierno. Donde las lluvias son menores aparece el karoo de suculentas, y donde son más altas aparece el fynbos con asteráceas.

## Fauna
Debido a la fertilidad del suelo, la mayor parte del renosterveld ha sido aprovechada para la agricultura. En este ámbito vivían los grandes mamíferos que ahora solo se encuentran en las áreas protegidas. El fynbos propiamente dicho, más montañoso y con una mayor variedad de plantas, pero menos fértil al crecer en suelos pobres, no podía mantener a especies animales de gran tamaño, pero es rico en pájaros, pequeños mamíferos, ranas, reptiles e insectos, muchos de ellos endémicos. 